# Troika (dansa)
La troika (en rus тройка) és una dansa tradicional de Rússia. El seu nom en rus fa referència a un carruatge tirat per tres cavalls, ja que els moviments dels ballarins es poden comparar amb els d'aquests cavalls. Forma part d'un grup de danses similars que es poden trobar a altres països eslaus, com per exemple la trojak a Polònia.
Altres danses populars i tradicionals russes inclouen, per exemple, el khorovod (хоровод), la bàrinia (барыня) i la kamàrinskaia (камаринская).